# Alejandro Modarelli
Alejandro Modarelli (Buenos Aires, ca. 1962) es un escritor, periodista, dramaturgo y activista LGBT+ argentino.

## Biografía
Nació en Buenos Aires en la primera mitad de la década de 1960. Al inicio de la década de 1990 comenzó a militar en el movimiento gay, formando parte de Gays por los Derechos Civiles (Gays DC), compartiendo la militancia con Carlos Jáuregui, César Cigliutti, Ilse Fuskova y Gustavo Pecoraro, entre otras personas y se solidarizó con la lucha contra la violencia policial contra las travestis.
En 2011 publicó Rosa prepucio: crónicas de sodomía, amor y bigudí, retomando la tradición marica universal, influido por cronistas como Carlos Monsiváis, María Moreno y sobre todo Pedro Lemebel.
En 2014 se estrenó una obra teatral suya, Flores en el orín, sobre la vida cotidiana de los homosexuales durante la última dictadura.
En 2016 publicó La noche del mundo, sobre una experiencia propia de muerte, durante un vuelo entre Bogotá y Buenos Aires, en la que sufrió un neumotórax.

## Obra
- Fiestas baños y exilios: los gays porteños en la última dictadura (Sudamericana 2001, coautor)
- Rosa Prepucio: crónicas de sodomía, amor y bigudí (Mansalva 2011)
- La noche del mundo (Mansalva 2016, crónicas).
- Compilación: Otras Historias de Amor -gays, lesbianas y travestis en el cine nacional- (LEA Comp. Adrián Melo 2008)
- Compilación: Un cuerpo: mil cuerpos -Intersexualidades (Topía Comp. Jorge Horacio Raíces Montero 2010)
- Compilación: Memorias, Identidades y experiencias trans. (In)visibilidades entre Argentina y España (Biblos, Editores Jorge Luis Peralta y Rafael M Mérida Jiménez. * * Compilación: Antes del orgullo. Recuperando la memoria gay (Jorge Luis Peralta, ed.).
- Flores sobre el Orín, obra de teatro puesta en escena en 2014 con dirección de Jesús Gómez.